# Kopalnie króla Salomona (film 1950)
Kopalnie króla Salomona (ang. King Solomon’s Mines) – amerykański film przygodowy z 1950 roku w reżyserii Comptona Bennetta i Andrew Martona, wyprodukowany przez studio MGM. Scenariusz autorstwa Helen Deutsch, oparty na podstawie powieści Henry’ego Ridera Haggarda, okazał się stosunkowo wierny książkowemu pierwowzorowi. W rolach głównych wystąpili: Deborah Kerr, Stewart Granger i Richard Carlson. W polskich kinach wyświetlany (premiera w lutym 1960) jako Skarby króla Salomona.
Film zdobył dwa Oscary za zdjęcia i montaż oraz nominację w kategorii „Najlepszy film”. Doczekał się też sequela zatytułowanego Watusi – strażnicy kopalń króla Salomona.